# Hammered dulcimer
De hammered dulcimer is een snaarinstrument. De hammered dulcimer is familie van de citer, de cimbalom (ook cymbalom of cembalo) en het hakkebord.
Het instrument wordt bespeeld met hamertjes en is meestal trapeziumvormig. Er is ook een dulcimer die uitsluitend met de vingers gespeeld wordt, de mountain dulcimer. Deze wordt in Europa dulcimer genoemd.
Zie ook apalachian dulcimer en de hommel (muziekinstrument). Deze wordt bespeeld met een plectrum. Over de hele wereld wordt dit instrument bespeeld. Het hakkebord is de West-Europese variant van dit instrument en wordt tegenwoordig weer veel bespeeld.